# Euxoa termessa
Euxoa termessa là một loài bướm đêm trong họ Noctuidae.